# Club Sportivo Desamparados 2011-2012

## Rosa
| N. |                      | Ruolo | Calciatore          |
| -- | -------------------- | ----- | ------------------- |
| 1  | Argentina (bandiera) | P     | Diego Aguiar        |
|    | Argentina (bandiera) | P     | Luis Mingolla       |
| 2  | Argentina (bandiera) | D     | Ariel Barth         |
| 5  | Argentina (bandiera) | D     | Lisandro Beratz     |
| 4  | Argentina (bandiera) | D     | Mauricio Del Cero   |
| 3  | Argentina (bandiera) | D     | Daniel Omar Díaz    |
|    | Argentina (bandiera) | D     | Francisco Fernández |
|    | Argentina (bandiera) | D     | Juan Sosa           |
| 11 | Argentina (bandiera) | C     | Augusto Álvarez     |
|    | Argentina (bandiera) | C     | Dante Bidal         |
|    | Argentina (bandiera) | C     | Emanuel Campos      |

| N. |                      | Ruolo | Calciatore               |
| -- | -------------------- | ----- | ------------------------ |
| 6  | Argentina (bandiera) | C     | Gerardo Corvalán         |
| 10 | Argentina (bandiera) | C     | Matías Garrido           |
|    | Argentina (bandiera) | C     | Miguel Guirado           |
| 8  | Argentina (bandiera) | C     | Hernán Lamberti          |
|    | Paraguay (bandiera)  | C     | Alfredo Ramírez Silva    |
|    | Argentina (bandiera) | C     | Tomás Salinas            |
|    | Argentina (bandiera) | A     | Santiago Ceballos        |
|    | Paraguay (bandiera)  | A     | Sergio Enrique Fernández |
| 7  | Argentina (bandiera) | A     | Cristian Pérez           |
| 9  | Argentina (bandiera) | A     | Emanuel Reynoso          |
|    | Argentina (bandiera) | A     | Mariano Mc Coubrey       |